# 岩崎学術出版社
株式会社 岩崎学術出版社（いわさきがくじゅつしゅっぱんしゃ）は、日本の出版社。
主に精神医学・精神分析・臨床心理学・メンタルヘルスの学術専門書を出版。